# ویکی‌پدیای چوواشی
ویکی‌پدیای ساموگیتی نسخه چوواشی وب‌گاه ویکی‌پدیا است.  زبان چوواشی تا ۲۸ اوت ۲۰۱۱ بابیش‌از ۱۲٬۹۱۰ مقاله در رده نودوهشتم ویکی‌پدیاها قرار گرفته‌است.